# Ballo degli Ardenti

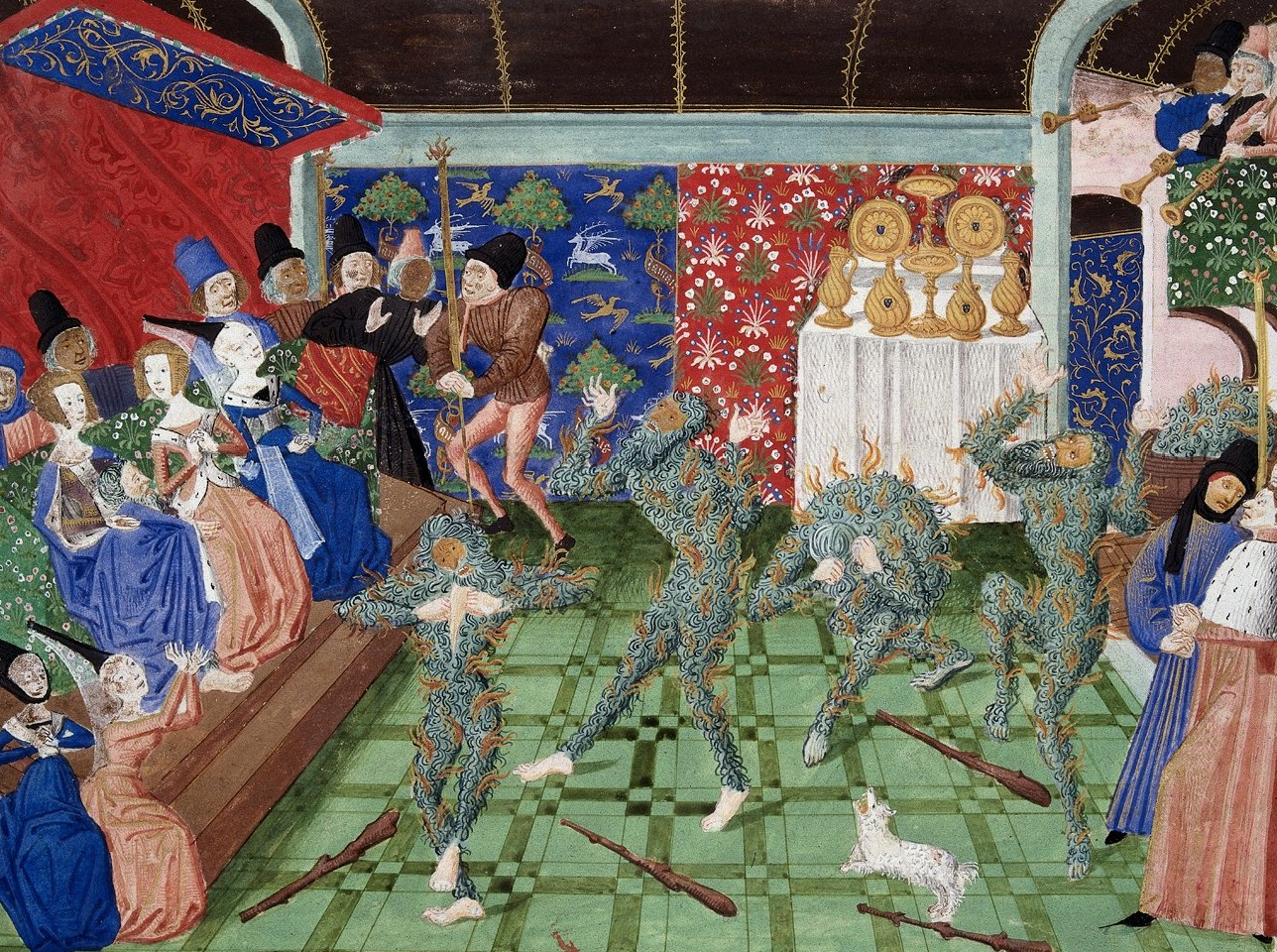
Il Ballo degli Ardenti dipinto in una miniatura del XV secolo estratto da le Cronache di Jean Froissart. La Duchessa di Berry tiene la sua gonna blu su un appena visibile Carlo VI di Francia mentre i danzatori si strappano gli abiti in fiamme. Uno dei danzatori è saltato dentro a un tino. Nella galleria sovrastante i musicisti continuano a suonare.

Il Ballo degli Ardenti o dei Selvaggi (Bal des Ardents oppure Bal des Sauvages) è stato un ballo nella forma di mascherata tenutosi il 28 gennaio 1393 a Parigi nel Palazzo Saint-Pol (allora residenza dei reali di Francia) durante il quale Carlo VI di Francia si esibì in una danza con cinque membri della nobiltà francese. Quattro dei danzatori perirono in un incendio causato da una torcia portata da uno spettatore, il fratello di Carlo, Luigi I Duca di Orléans. Il re, suo fratello e il nobile cavaliere danzatore Ogier de Nantouillet si salvarono (il sovrano trovò rifugio sotto le gonne della zia Giovanna II d'Alvernia).
Il ballo era uno di una serie di spettacoli organizzati per intrattenere il giovane sovrano, che nell'estate precedente aveva iniziato a dare segni di instabilità mentale. L'evento minò la credibilità di Carlo e la fiducia nella sua capacità di governare. I parigini considerarono l'evento come prova della decadenza della corte e minacciarono di ribellarsi contro i membri più potenti della nobiltà. L'indignazione dell'opinione pubblica costrinse il re e suo fratello, che un cronista dell'epoca accusò di tentato regicidio e stregoneria, a scusarsi per l'avvenuto.
La moglie di Carlo, Isabella di Baviera, tenne il ballo in onore del terzo matrimonio della sua dama di compagnia Catherine de Fastaverin, vedova del signore di Hainceville. Catherine era al suo terzo matrimonio e quindi, dato che l'evento da festeggiare era un matrimonio non accettabile moralmente, gli studiosi credono che questo ballo potrebbe essere stato un tradizionale charivari, con i danzatori travestiti da uomini selvatici, creature mitologiche spesso accostate alla demonologia, che erano comunemente rappresentati nelle feste medievali europee e documentati anche in quelle del periodo Tudor. L'evento fu riportato da scrittori del tempo, quali il monaco di San Denis e Jean Froissart, e illustrato in numerosi manoscritti miniati del XV secolo da pittori come il Maestro di Antonio di Borgogna. L'incidente fu l'ispirazione di Edgar Allan Poe per il racconto breve Hop-Frog.

## Contesto
Nel 1380, dopo la morte di suo padre Carlo V di Francia, il dodicenne Carlo VI fu incoronato re, con i suoi quattro zii come reggenti, prima del raggiungimento della maggiore età. Entro due anni uno di loro, Filippo II di Borgogna, descritto dallo storico Robert Knecht come «uno dei principi più potenti dell'Europa», divenne il solo reggente al giovane re dopo che Luigi d'Angiò saccheggiò la tesoreria reale e partì per una campagna in Italia; gli altri due zii di Carlo, Giovanni di Valois e Luigi di Borbone, mostrarono scarso interesse nel governare. Nel 1387, il ventenne Carlo assunse il pieno controllo della monarchia, congedò immediatamente i suoi zii e reintegrò i Marmouset, i tradizionali consiglieri di suo padre. A differenza dei suoi zii, i Marmousets volevano la pace con l'Inghilterra, una minore tassazione, e un governo centrale forte e responsabile—politiche che ebbero come risultato una tregua di tre anni con l'Inghilterra (tregua di Leulinghem), e al Duca di Berry di perdere la sua carica di governatore della Languedoc a causa della sua tassazione eccessiva.

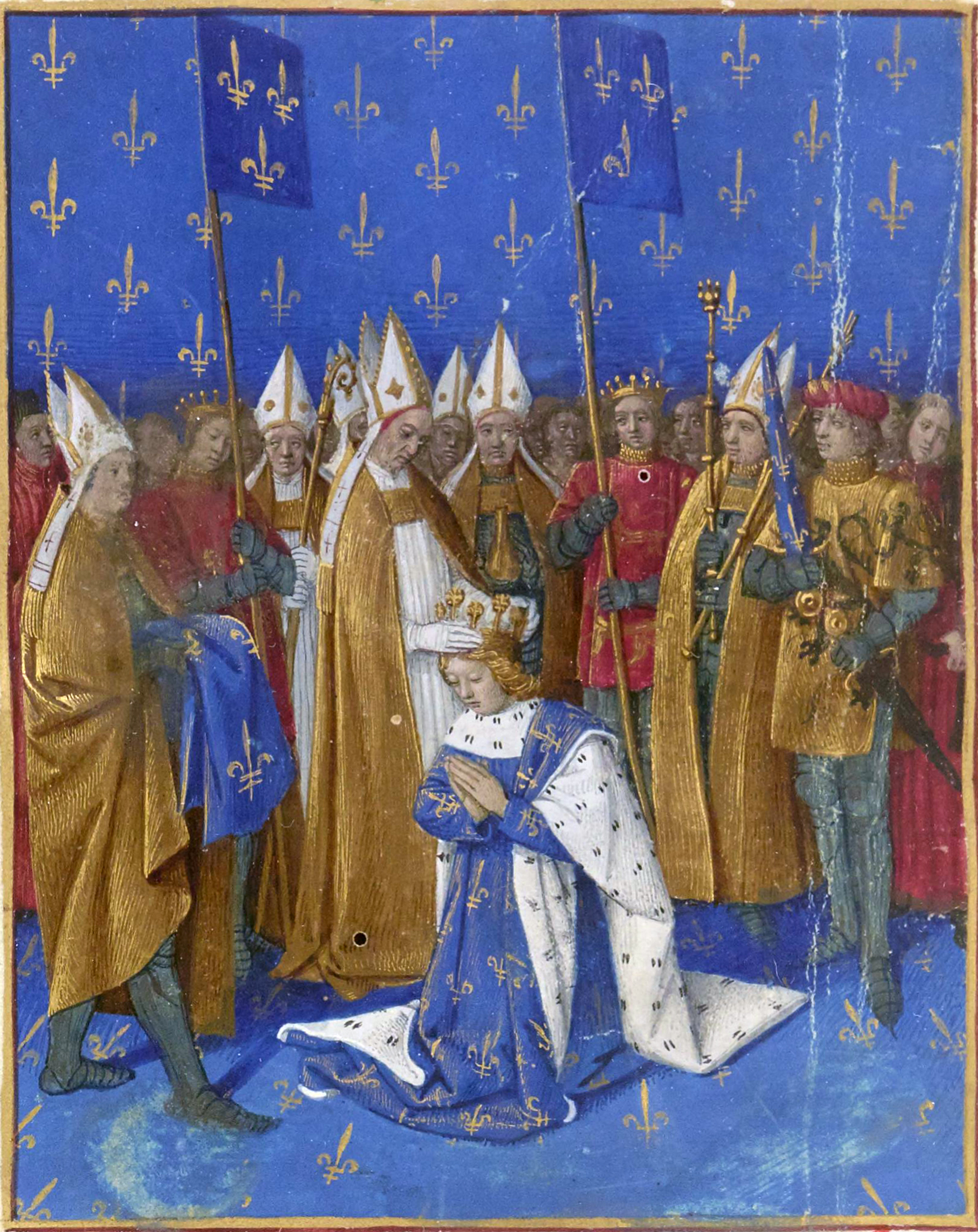
Incoronazione di Carlo VI di Francia raffigurata da Jean Fouquet nell'opera Grandes Chroniques de France del XV secolo

Nel 1392 Carlo subì il primo di una lunga serie di attacchi di pazzia, che si manifestò in una «furia insaziabile» durante il tentato assassinio di Olivier V de Clisson, connestabile di Francia e capo dei Marmouset, effettuato da Pierre de Craon ma orchestrato da Giovanni V di Bretagna. Convinto che il tentato omicidio fosse anche un atto di violenza verso di lui e la monarchia, Carlo pianificò rapidamente un'invasione di rappresaglia della Bretagna con l'approvazione dei Marmouset, e entro pochi mesi lasciò Parigi con una forza di cavalieri.
Un giorno caldo di agosto fuori da Le Mans, accompagnando le sue forze lungo la strada per la Bretagna, senza preavviso Carlo sguainò le armi e attaccò i suoi stessi cavalieri compreso suo fratello Luigi I di Valois-Orléans—con il quale aveva una stretta relazione—urlando «Avanti contro i traditori. Desiderano consegnarmi al nemico». Uccise quattro uomini prima che il suo ciambellano lo afferrasse per la vita e lo sottomettesse, dopodiché cadde in un coma che durò per quattro giorni. Pochi credevano che recuperasse la ragione; i suoi zii, i duchi di Borgogna e Berry, approfittarono della malattia del re e presero velocemente il potere, si ristabilirono come reggenti, e sciolsero il consiglio dei Marmouset.
Il re comatoso ritornò a Le Mans, dove Guglielmo d'Harcigny - un venerando medico novantaduenne - fu convocato per trattarlo. Dopo che Carlo riprese conoscenza, e la sua febbre scese, fu riportato a Parigi da Harcigny, spostandosi lentamente di castello in castello, con periodi di riposo. Più tardi, a settembre, Carlo stava abbastanza bene da fare un pellegrinaggio di ringraziamento a Notre Dame de Liesse vicino a Laon dopo il quale tornò di nuovo a Parigi.

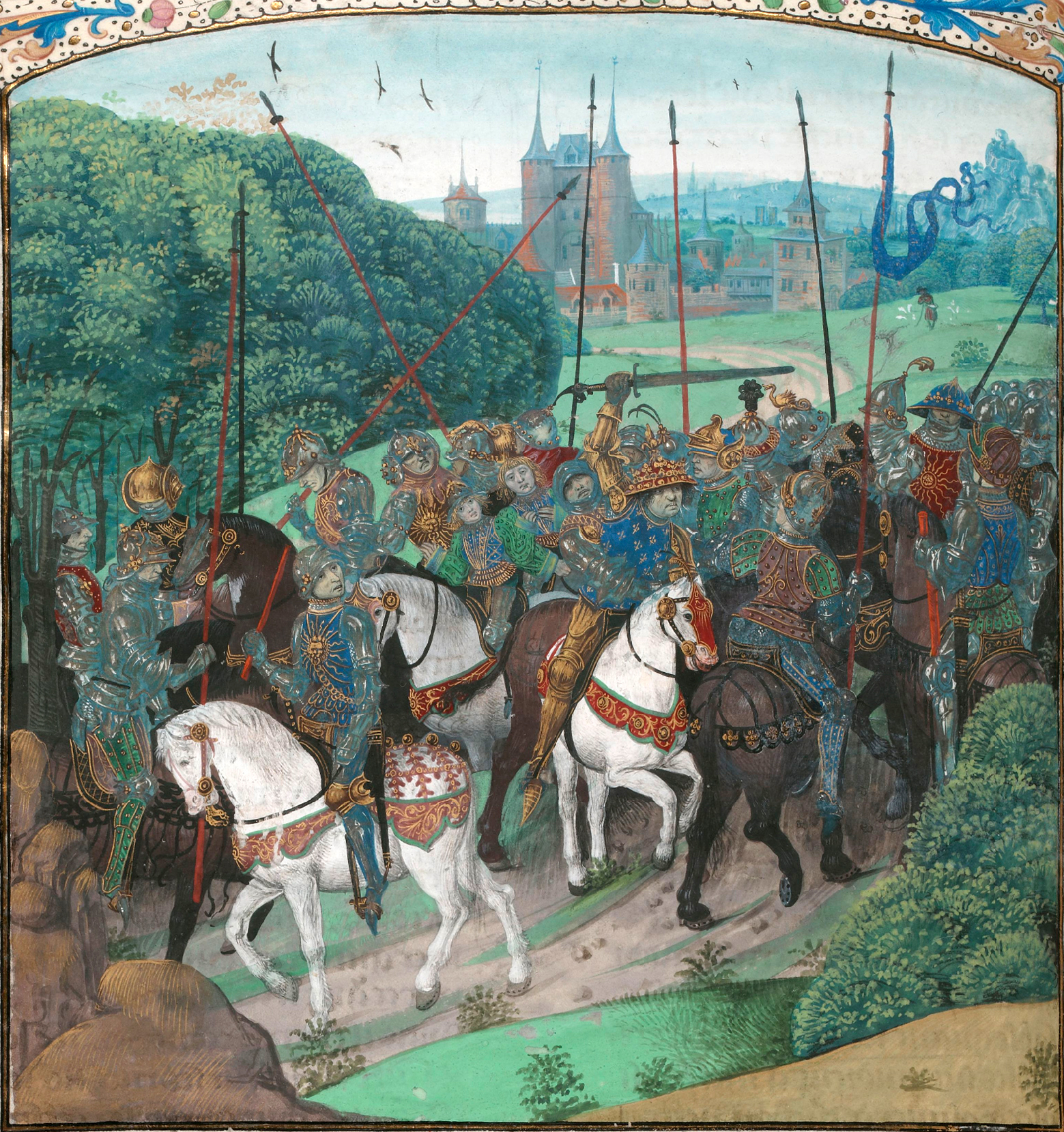
Carlo VI che attacca i suoi cavalieri; dalle Cronache di Froissart

L'insorgenza di pazzia da parte del re fu vista da alcuni come segno di furia e punizione divina e da altri come risultato di stregoneria; gli storici moderni come Knecht speculano che Carlo possa aver subito l'insorgenza della schizofrenia paranoide. Carlo continuò ad essere mentalmente debole, credendo di essere fatto di vetro e, secondo lo storico Desmond Seward, correndo «ululando come un lupo nei corridoi del palazzo reale». Il cronista dell'epoca Jean Froissart scrisse che la malattia del re fu talmente grave che egli era «troppo impazzito; nessuna medicina poteva aiutarlo». Durante il periodo peggiore della malattia Carlo non era in grado di riconoscere sua moglie, Isabella di Baviera, ordinando il suo allontanamento quando entrava nella sua camera; dopo che recuperò, Carlo si accordò con lei per lasciarle la custodia dei loro figli. Isabella infine diventò tutrice di suo figlio, il futuro Carlo VII di Francia (1403 - 1461), ottenendo così grande potere politico e assicurandosi un posto al consiglio dei reggenti in caso di una ricaduta del sovrano.
In A Distant Mirror: The Calamitous 14th Century la storica Barbara Tuchman scrive che il medico Harcigny, rifiutando «ogni supplica e offerta di ricchezze per restare», lasciò Parigi e ordinò ai cortigiani di proteggere il re dai suoi incarichi di governo. Disse ai consiglieri del re di «stare attenti a non farlo preoccupare o a irritarlo [...] Caricatelo di lavoro il meno possibile; il piacere e le distrazioni gli faranno meglio che qualsiasi altra cosa». Per circondare Carlo di atmosfera festiva e per proteggere dalla durezza del governo, la corte ricorse a elaborati intrattenimenti e a mode stravaganti. Isabella e sua cognata Valentina Visconti, duchessa di Orléans, vestirono abiti carichi di gioielli e capigliature a treccia raccolte coperte da larghi hennin.
Le persone comuni ritenevano eccessiva la stravaganza ma amavano il loro giovane re, cui diedero l'appellativo di "beneamato" (bien-aimé). Incolparono per l'eccesso e le futili spese la regina straniera, che fu portata dalla Baviera su richiesta degli zii di Carlo. Isabella e sua cognata, figlia dello spietato Duca di Milano, non erano apprezzate né dalla corte né dal popolo. Froissart scrisse nelle sue Cronache che gli zii di Carlo erano contenti di permettere queste frivolezze perché «fintantoché la Regina e il Duca d'Orléans ballavano, non erano pericolosi e neanche irritanti».

## IlBal des Ardentse le conseguenze

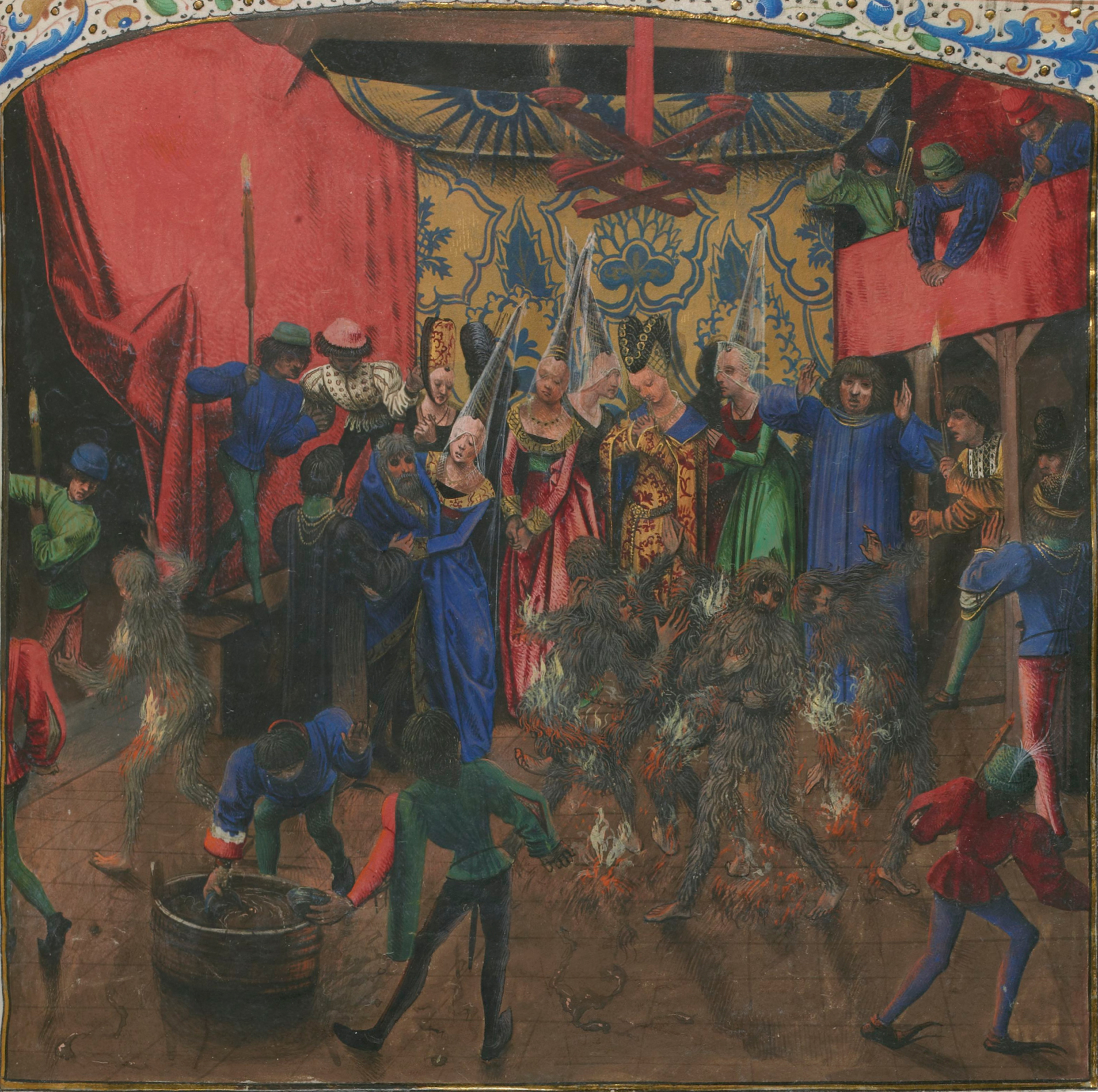
Bal des Ardents del Maestro di Antonio di Borgogna (c. 1470), che mostra un danzatore nella tinozza di vino in primo piano, Carlo che si rannicchia sotto la gonna della duchessa di Berry nel mezzo a sinistra, e danzatori che bruciano nel centro

Il 28 gennaio 1393, Isabella tenne una mascherata al Palazzo Saint-Pol per celebrare il terzo matrimonio della sua dama di compagnia, Catherine de Fastaverin. Tuchman spiega che il matrimonio di una vedova era tradizionalmente un'occasione di derisioni e pagliacciate, spesso celebrate con uno charivari caratterizzato da «ogni sorta di permesso, travestimenti, disordini e musica discordante e fragore di piatti». Su suggerimento di Huguet de Guisay (che Tuchman descrive come ben noto per i suoi «progetti oltraggiosi» e la sua crudeltà), sei giovani uomini, compreso Carlo VI, si esibirono in una danza in costume nei panni di selvaggi. I costumi, cuciti sugli uomini, furono fatti di lino immerso nella resina alla quale il lino veniva attaccato «cosicché apparissero irsuti e pelosi da testa a piedi». Le maschere fatte degli stessi materiali coprivano le facce dei danzatori e celarono le loro identità al pubblico. Alcune cronache riportano che i danzatori erano legati insieme da catene. La maggior parte del pubblico non sapeva che Carlo fosse tra i danzatori. Era proibito accendere le torce nonché entrare nella sala con la torcia accesa durante l'esibizione, per minimizzare il rischio che i costumi, altamente infiammabili, prendessero fuoco.
Secondo lo storico Jan Veenstra gli uomini saltellavano e ululavano «come lupi», dicevano oscenità e invitavano il pubblico a indovinare le loro identità mentre danzavano. Il fratello di Carlo, Orléans, arrivò con Phillipe de Bar; essi, in ritardo e ubriachi, entrarono nella sala portando le torce accese. I resoconti sono discordanti, ma Orléans potrebbe aver tenuto la sua torcia sopra a una maschera di un danzatore per capire la sua identità quando ci fu una scintilla, che diede fuoco alla gamba del danzatore. Nel XVII secolo, William Prynne scrisse dell'incidente: «the Duke of Orleance ... put one of the Torches his servants held so neere the flax, that he set one of the Coates on fire, and so each of them set fire on to the other, and so they were all in a bright flame», mentre una cronaca del tempo affermò che egli «lanciò» la torcia a uno dei danzatori.
Isabella, sapendo che suo marito era uno dei danzatori, svenne quando gli uomini presero fuoco. Carlo, tuttavia, era lontano dagli altri danzatori, vicino alla sua zia quindicenne, Giovanna, duchessa di Berry, la quale lo coprì velocemente con il suo strascico per proteggerlo dalle fiamme. C'è discordanza tra le fonti circa il motivo della vicinanza tra il re e la duchessa: per alcune la duchessa si avvicinò alla danza e prese in disparte il re per parlargli, mentre secondo altre fu il re ad avvicinarsi al pubblico. Froissart scrisse che «Il Re, che procedeva davanti ai [danzatori], si separò dai suoi compagni [...] e andò verso le dame per presentarsi [...] e così passò dalla Regina e si avvicinò alla Duchessa di Berry».

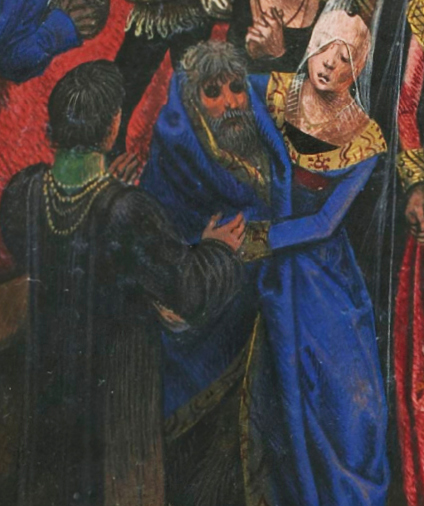
Dettaglio della duchessa di Berry, che indossava un lungo hennin conico, mentre con lo strascico dell'abito copre Carlo nelle vesti da selvaggio

La festa finì nel caos; i danzatori urlavano dal dolore causato dalle bruciature e molti del pubblico, anch'essi con delle bruciature, urlavano mentre cercavano di salvare gli uomini in fiamme. L'evento fu riportato in un'insolita vividezza dal monaco di San Denis, il quale scrisse che «quattro uomini furono bruciati vivi, con i loro genitali bruciati caduti sul pavimento [...] rilasciando un fiume di sangue». Solo due danzatori sopravvissero: il Re, grazie alla veloce reazione della Duchessa di Berry, e il Signore di Nantouillet, che saltò in una tinozza di vino e lì rimase finché le fiamme non furono estinte. Il Conte di Joigny morì nell'evento; Yvain de Foix, figlio di Gastone III Febo, Conte di Foix, e Aimery Poitiers, figlio del Conte di Valentinois, rimasero con dolorose bruciature per due giorni. L'artefice della questione, Huguet de Guisay, sopravvisse un giorno in più; secondo Tuchman egli ha passato l'ultimo «maledicendo e insultando i suoi compagni danzatori, i morti e i vivi, fino alla sua ultima ora».
I cittadini di Parigi, infuriati dall'evento e per il pericolo passato dal loro monarca, incolparono i consiglieri di Carlo. Un «grande subbuglio» attraversò la città quando il popolo minacciò di deporre gli zii di Carlo e uccidere i cortigiani depravati e dissoluti. Gli zii di Carlo erano fortemente preoccupati per le proteste e temendo una ripetizione della rivolta di Maillotin del decennio precedente—quando i parigini armati di mazze si ribellarono contro gli esattori delle tasse. Essi persuasero la corte di fare penitenza alla cattedrale di Notre Dame, dopo aver effettuato un'entrata reale apologetica nella città nella quale il re era a cavallo mentre i suoi zii camminavano. Orléans, cui fu data la colpa per la tragedia, donò per espiazione fondi per la costruzione di una cappella nel monastero dei celestini.
La cronaca di Froissart dell'evento attribuisce la colpa direttamente al fratello di Carlo, Orléans. Scrisse: «E così la festa e le celebrazioni matrimoniali si conclusero con grande dolore ... [Carlo] e [Isabella] non poterono fare nulla per rimediare. Dobbiamo accettare che non era colpa loro ma del duca di Orléans». La reputazione di Orléans fu gravemente danneggiata dall'evento, come lo fu alcuni anni prima, dopo che fu accusato di stregoneria per aver assoldato un monaco apostata al fine di infondere un anello, un pugnale e una spada con magia demoniaca. Il teologo Jean Petit in seguito ha testimoniato che Orléans praticava la stregoneria e che l'incendio alla danza rappresentava un fallito tentativo di regicidio fatto come rappresaglia per l'attacco di Carlo dell'estate precedente.
Il Bal des Ardents avvalorò l'impressione di una corte intrisa di stravaganza, con un re di salute cagionevole e incapace di governare. Gli attacchi di malattia di Carlo furono via via più frequenti, finché alla fine degli anni '90 del 1300 il suo ruolo non diventò semplicemente cerimoniale. All'inizio del XV secolo egli era trascurato e spesso dimenticato; tale mancanza di comando contribuì al declino e alla frammentazione della dinastia dei Valois. Nel 1407, il figlio di Filippo l'Ardito, Giovanni di Borgogna, fece assassinare suo cugino Orléans a causa di «vizio, corruzione, stregoneria e una lunga lista di malefatte pubbliche e private»; allo stesso tempo Isabella fu accusata di essere stata l'amante del fratello di suo marito. L'assassinio di Orléans portò il paese a una guerra civile tra Armagnacchi e Borgognoni (i primi venivano chiamati anche Orleanisti), che durò per diversi decenni. Il vuoto creato dalla mancanza di un potere centrale e dall'irresponsabilità generale della corte francese le fece guadagnare una reputazione per i costumi decadenti che durò più di 200 anni.

## Rappresentazioni folcloriche e cristiane degli uomini selvatici

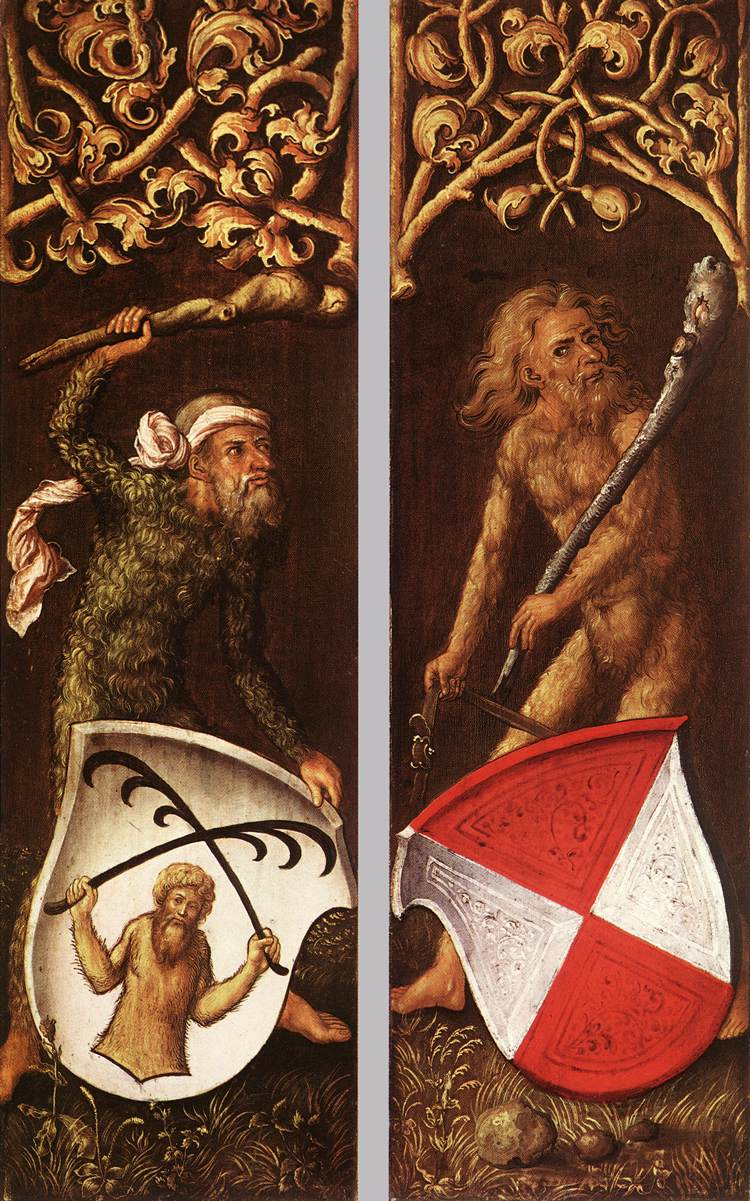
Uomini selvatici, o wodewose, raffigurati da Albrecht Dürer (1499)

In Magic and Divination at the Courts of Burgundy and France Veenstra scrive che il Bal des Ardents porta alla luce la tensione tra le credenze cristiane e il paganesimo latente che esisteva nella società del XIV secolo. Secondo lui, l'evento mise a nudo un grande conflitto culturale con il passato ma diventò anche un «presagio nefasto del futuro».
Gli uomini selvatici o selvaggi (solitamente raffigurati con mazze o bastoni) vivendo fuori dai confini della civiltà senza rifugio o fuoco, carenti di sentimenti—erano allora una metafora per gli uomini senza Dio. Secondo la superstizione comune, gli uomini selvaggi con i capelli lunghi, conosciuti come lutin, che danzavano alla luce del fuoco o per evocare demoni o come parte di rituali di fertilità, vivevano in aree montagnose come i Pirenei. In alcuni charivari al tempo della raccolta o della semina, i danzatori, vestiti da selvaggi per rappresentare i demoni, furono catturati cerimonialmente e poi una loro effigie veniva simbolicamente bruciata per compiacere gli spiriti malvagi. La chiesa, tuttavia, considerava questi rituali pagani e demoniaci.

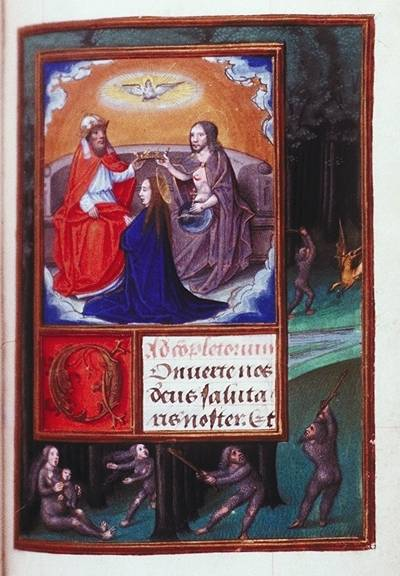
Gli uomini selvatici raffigurati nei bordi di un libro delle ore del tardo XIV secolo

Veenstra spiega che era credenza popolare che vestirsi da uomini selvaggi, i paesani ritualisticamente «evocavano demoni imitandoli»—sebbene in quel periodo i libri penitenziali proibivano la credenza o l'imitazione degli uomini selvaggi, come la danza in costume all'evento di Isabella. Nei rituali folcloristici, scrive Veenstra, la «combustione non succedeva in modo letterale ma in effigie [...] al contrario del Bal des Ardents, dove il rito stagionale della fertilità si ridusse a un intrattenimento di corte, ma dove la combustione fu promossa alla terribile realtà». Una cronaca del XV secolo descrive il Ballo degli Ardenti come una corea procurance demone ("una danza per tenere lontano il diavolo").
Siccome il secondo matrimonio veniva spesso pensato come un sacrilegio (secondo la credenza comune il sacramento del matrimonio si estendeva oltre la morte) era condannato dalla comunità. Quindi lo scopo del Ballo degli Ardenti era duplice: intrattenere la corte e al tempo stesso umiliare e ammonire la dama di compagnia di Isabella, in modo intrinsecamente pagano, sgradito al monaco di San Denis. Un incendio rituale nella notte del secondo matrimonio di una donna aveva anche origini cristiane, secondo Veenstra. Il Libro di Tobia tratta, tra le altre storie, di una donna i cui sette mariti furono uccisi dal demone Asmodeo; si liberò infine dal demone bruciando il cuore e il fegato di un pesce.
L'evento poteva servire anche come esorcismo simbolico della malattia mentale di Carlo, poiché all'epoca è comune per i membri della corte consultare maghi o stregoni. Nell'inizio del XV secolo, i roghi rituali di forze malvagie, demoniache o sataniche non erano insolite, come dimostra la persecuzione del medico del re Jehan de Bar, che morì al rogo dopo aver confessato, sotto tortura, di praticare la stregoneria.

## Cronache
La morte di quattro membri della nobiltà fu abbastanza importante da far sì che l'evento fosse riportato nelle cronache del tempo, in particolare da Froissart e dal monaco di San Denis, e successivamente illustrate in una serie di copie di manoscritti miniati. Mentre i due principali cronisti sono concordi nei punti essenziali della serata—i danzatori vestiti da selvaggi, il re sopravvisse, un uomo cadde in una tinozza, e quattro danzatori morirono—ci sono discrepanze nei dettagli. Froissart scrisse che i danzatori erano incatenati l'uno all'altro, il che non è menzionato nel resoconto del monaco. Inoltre, i due cronisti in disaccordo per quanto riguarda lo scopo della danza. Secondo la storica Susan Crane, il monaco descrive l'evento come uno charivari selvaggio con il pubblico che partecipa nella danza, mentre la descrizione di Froissart suggerisce che fosse invece uno spettacolo teatrale senza la partecipazione del pubblico.

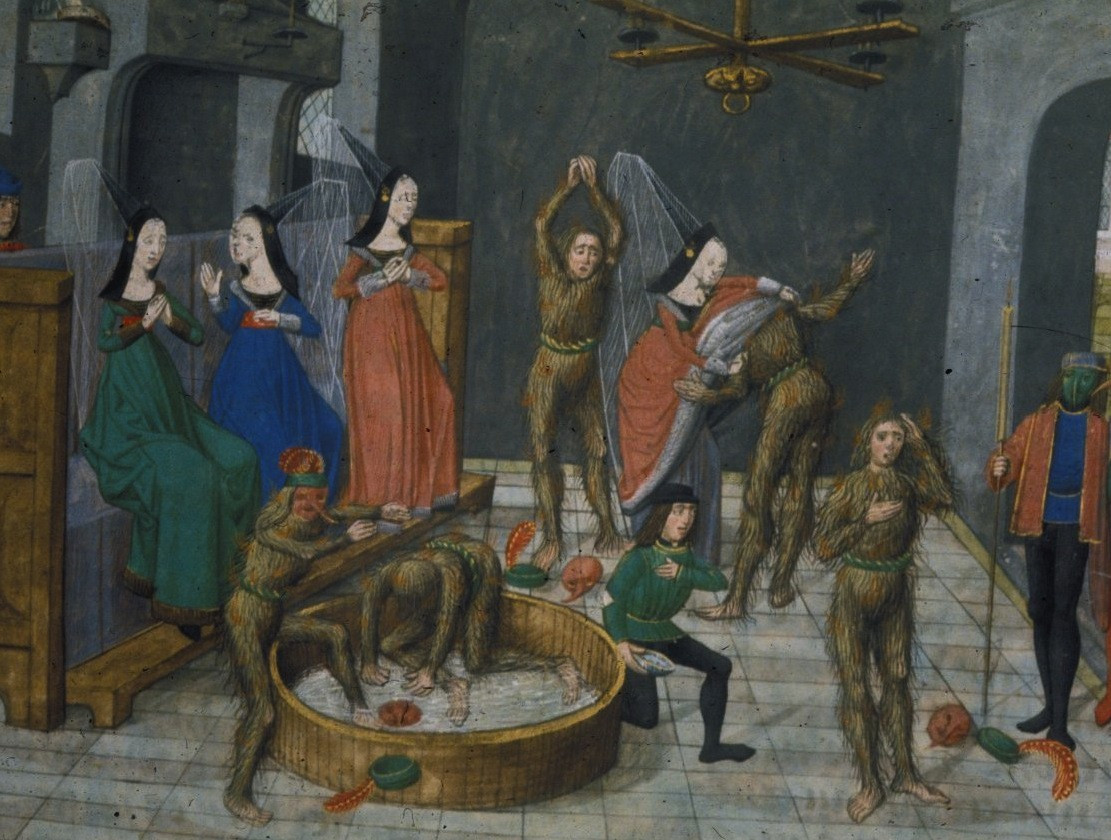
Miniatura intitolata "Incendio a una danza in maschera" dalle Cronache di Froissart, dal Maestro di Getty Froissart (c. 1483, Bruges)

Froissart scrisse di questo evento nel Libro IV delle sue Cronache (che coprono gli anni 1389 fino al 1400); tale resoconto viene descritto dalla studiosa Katerina Nara come pieno di «un senso di pessimismo», dato che Froissart «non approvava tutto ciò che riportò». Froissart incolpava Orléans per la tragedia, mentre il monaco incolpò de Guisay, la cui reputazione per trattare i servitori di umili natali come animali gli ha valso un tale odio universale che «i nobili gioirono alla sua morte atroce».
Il monaco scrisse dell'evento in Histoire de Charles VI (Storia di Carlo VI), che copre circa 25 anni del suo regno. Sembrava criticare l'evento perché infranse le usanze sociali e per il comportamento inadatto del re, mentre Froissart lo descrisse come un evento di celebrazione.

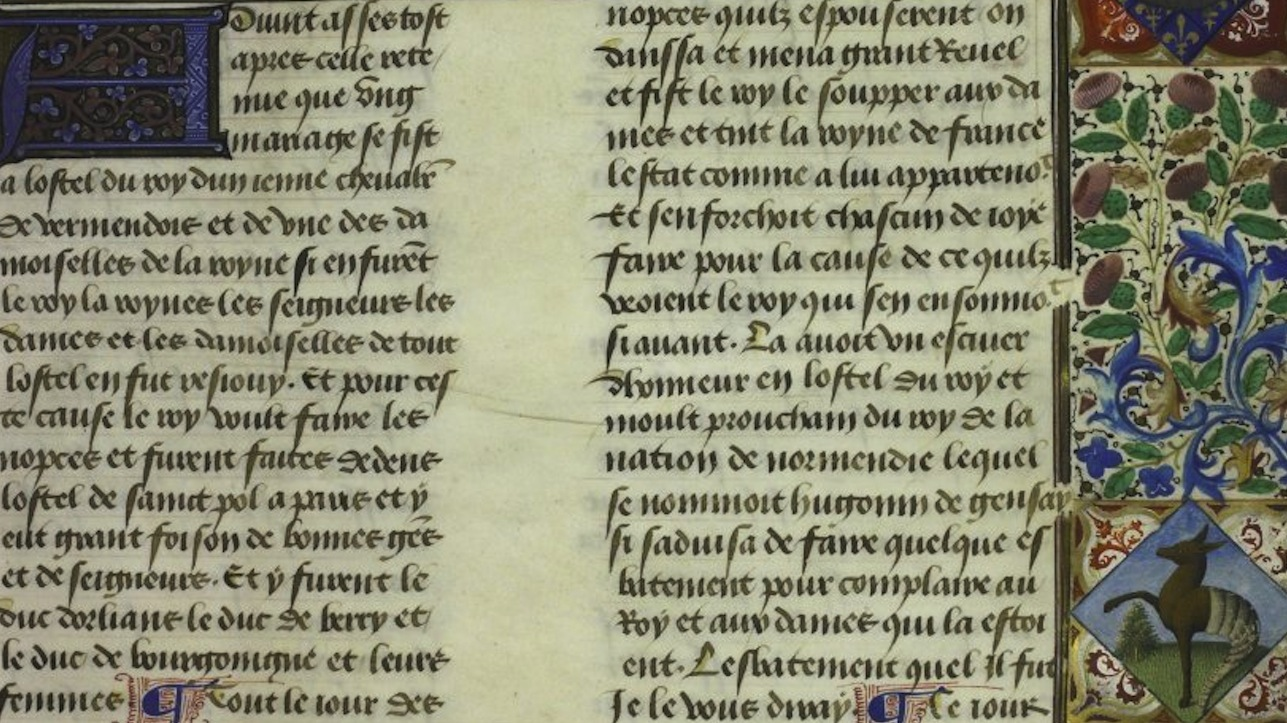
Dettaglio del manoscritto del Froissart di Harley (c. 1470–72), scritto in scrittura gotica con bordi decorati

Gli studiosi non sanno con certezza se i due cronisti fossero presenti quella sera. Secondo Crane, Froissart scrisse dell'evento circa cinque anni dopo, e il monaco circa dieci. Veenstra suppone che il monaco possa essere stato un testimone oculare (come lo fu per gran parte del regno di Carlo VI) e che il suo resoconto sia il più accurato tra i due. La cronaca del monaco è generalmente considerata fondamentale per comprendere la corte reale, tuttavia la sua neutralità potrebbe essere influenzata dalla sua linea pro-borgognoni e anti-armagnacchi, che lo portava a rappresentare la coppia reale in modo negativo. Un terzo resoconto fu scritto a metà del XV secolo da Jean Juvenal des Ursins nella sua biografia di Carlo, L'Histoire de Charles VI: roy de France, non pubblicato fino al 1614.
Il manoscritto di Froissart datato dal 1470 al 1472 dalla Harleian Collection custodito nella British Library comprende una miniatura che raffigura l'evento, intitolata "Danza degli Wodewose [uomini selvaggi]", attribuita a un pittore ignoto detto Maestro del Froissart di Harley. Un'edizione leggermente successiva delle Cronache di Froissart, datato intorno al 1480, contiene una miniatura dell'evento, "Incendio a una danza in maschera", attribuito a un pittore primitivo fiammingo non identificato conosciuto come il Maestro del Froissart di Getty. Il manoscritto di Gruuthuse delle Cronache di Froissart del XV secolo, custodito nella Biblioteca nazionale di Francia, ha una miniatura dell'evento. Un'altra edizione delle Cronache di Froissart pubblicata a Parigi intorno al 1508 potrebbe essere stato fatto appositamente per Maria di Clèves. Questa edizione ha 25 miniature ai margini; l'unica illustrazione a pagina intera è quella del Bal des Ardents.